# Bacillus thuringiensis
Bacillus thuringiensis (Bt) – Gram-dodatnia bakteria żyjąca w glebie oraz przewodach pokarmowych gąsienic różnych gatunków motyli.
Jest powszechnie stosowana do biologicznego zwalczania szkodników. W procesie tworzenia przetrwalników wiele szczepów Bt wytwarza kryształy z białek nazywanych delta-endotoksynami, które mają działanie owadobójcze. Toksyny te oraz same przetrwalniki są stosowane w rolnictwie jako biopestycydy. W ostatnich latach również geny Bt służące do wytwarzania tych toksyn są używane w modyfikowanych genetycznie roślinach, aby uodpornić je na szkodniki.

## Odkrycie
B. thuringiensis został odkryty po raz pierwszy w 1901 przez japońskiego biologa Shigetane Ishiwata. W 1911 B. thuringiensis został niezależnie odkryty przez niemieckiego biologa Ernsta Berlinera, który wyizolował go jako przyczynę chorób u gąsienic ciem. W 1976 Robert A. Zakharyan odkrył plazmidy wewnątrz tych bakterii i zasugerował, że biorą one udział w powstawaniu form przetrwalnikowych i tworzeniu kryształów białkowych.

## Właściwości owadobójcze

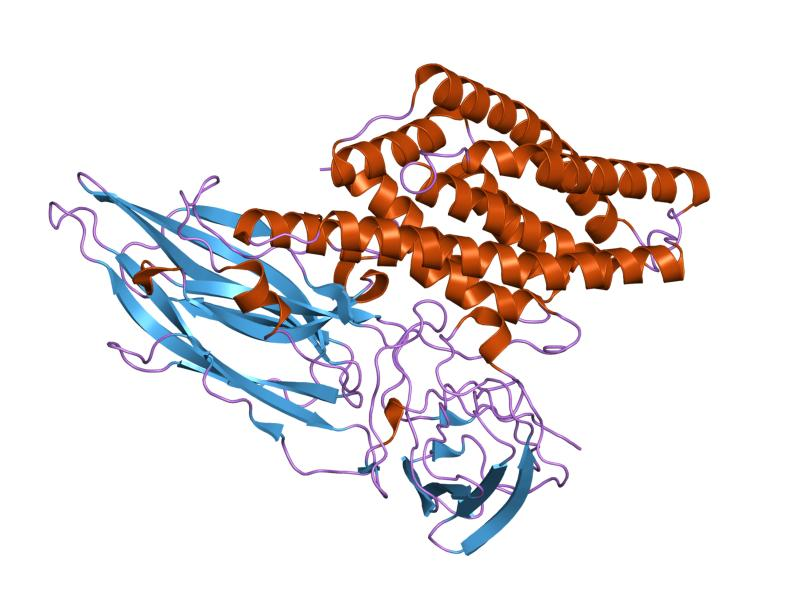
Struktura delta-endotoksyny wytwarzanej przez B. thuringiensis

B. thuringiensis jest blisko spokrewniony z żyjącą w glebie bakterią Bacillus cereus oraz z Bacillus anthracis, wywołującą wąglika. Te trzy bakterie różnią się głównie swoimi plazmidami. Podobnie jak pozostałe bakterie tego rodzaju, są aerobami (wymagają dostępu do tlenu) i wytwarzają formy przetrwalnikowe. W procesie ich wytwarzania B. thuringiensis tworzy kryształy białek nazywanych delta-endotoksynami. U większości szczepów B. thuringiensis geny kodujące te białka zlokalizowane są w plazmidach.
Białka te mają toksyczne działanie dla larw owadów z rzędu motyli (motyle i ćmy), muchówek (muchy i komary), chrząszczy (stonki) i błonkoskrzydłych (pszczoły, osy i mrówki). W przewodzie pokarmowym tych owadów omawiane białka są aktywowane przez proteazy w środowisku zasadowym i po aktywacji wbudowują się w błony komórkowe tkanki nabłonkowej, tworząc kanały jonowe i doprowadzając do śmierci tych komórek. Wywołane tym uszkodzenia tkanki nabłonkowej sprawiają, że bakterie żyjące w przewodzie pokarmowym gąsienicy, takie jak pałeczka okrężnicy, dostają się do jej układu krwionośnego, co prowadzi do jej śmierci w wyniku sepsy.

## Zastosowanie w postaci pestycydów
Przetrwalniki i kryształy białek wytwarzanych przez B. thuringiensis są stosowane w rolnictwie do zwalczania owadów od lat 20. XX wieku. Od lat 60. XX wieku zaczęły być sprzedawane jako selektywne insektycydy pod różnymi nazwami handlowymi, m.in. Dipel, Thuricide i Lepinox. Ze względu na swoją selektywność uznaje się je za przyjazne dla środowiska i mające niewielki wpływ na ludzi i dzikie zwierzęta, w tym owady zapylające. Są nanoszone na rośliny w postaci zawiesiny, poprzez opryskiwanie, gdzie muszą zostać zjedzone przez larwy owadów, aby być skuteczne. Poza ochroną roślin przed szkodnikami stosuje się je również (szczep Bacillus thuringiensis israelensis) do zwalczania komarów.

## Zastosowanie w roślinach modyfikowanych genetycznie

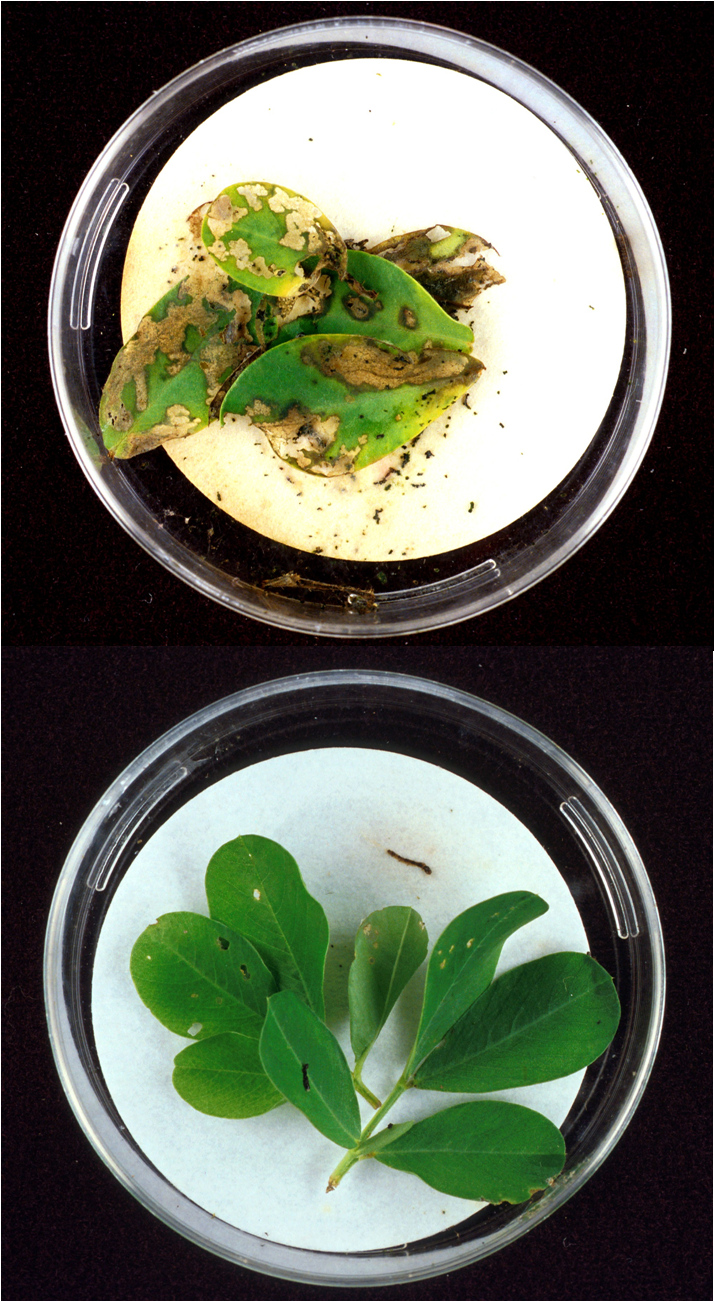
Toksyny Bt w liściach orzecha ziemnego (dolne zdjęcie) chronią je przed uszkodzeniami wywołanymi przez larwy omacnicy prosowianki (górne zdjęcie)

Belgijska firma Plant Genetic Systems jako pierwsza zastosowała w 1985 geny B. thuringiensis do wytworzenia transgenicznej odmiany tytoniu odpornej na szkodniki.
W 1995 ziemniaki z genami Bt zostały zatwierdzone jako bezpieczne przez amerykańską Environmental Protection Agency, stając się pierwszą rośliną uprawną wytwarzającą pestycydy dopuszczoną do sprzedaży w USA. W 1996 w sprzedaży w USA pojawiła się również analogicznie zmodyfikowana kukurydza Bt i bawełna Bt.
W 2006 uprawy genetycznie zmodyfikowanej kukurydzy obejmowały 165 600 km² (11,1% wszystkich upraw kukurydzy), a genetycznie zmodyfikowanej bawełny 115 900 km² (33,6% wszystkich upraw). Zwolennicy tej technologii podkreślali, że przyniesie ona wielkie zyski rolnikom, szczególnie w krajach rozwijających się. Przeciwnicy kwestionowali te zapewnienia. Precyzyjne określenie jej wpływu na sytuację rolników okazało się bardzo skomplikowane ze względu na trudność wyizolowania jej wpływu i zebrania porównywalnych danych przy braku innych zmian (w identycznych warunkach uprawy takich samych odmian, różniących się jedynie obecnością albo brakiem genów Bt). W krajach rozwijających się uprawiana jest głównie transgeniczna bawełna, a ekonomiczne skutki jej uprawiania zostały podsumowane następująco „ogólny wynik podsumowania, choć obiecujący, jest różnoraki. Skutki ekonomiczne są bardzo różne w zależności od roku, typu farmy i położenia geograficznego”.
Zaobserwowano pozytywne skutki dla środowiska w ciągu pierwszych dziesięciu lat uprawiania tych roślin (1996–2005). W jednym z badań stwierdzono zmniejszenie ilości używanych pestycydów o 35 tysięcy ton, co odpowiada ilości, jaka jest stosowana w ciągu roku w całej Unii Europejskiej. Wykorzystując współczynnik oddziaływania na środowisko (EIQ), oceniono, że zastosowanie transgenicznej bawełny i kukurydzy zmniejszyło oddziaływanie na środowisko odpowiednio o 24,3% i 4,6%.

### Zalety
Można wskazać następujące zalety stosowania genów Bt w roślinach zmodyfikowanych genetycznie:
- Stężenie toksyn w roślinach może być bardzo wysokie, co utrudnia stopniowe wykształcanie się odporności u owadów.
- Toksyny występują wyłącznie we wnętrzu roślin, wpływając jedynie na owady, które żywią się tkankami roślinnymi.
- Poprzez powiązanie ekspresji genów kodujących toksyny z genami specyficznymi dla konkretnych tkanek można doprowadzić do wytwarzania toksyn jedynie w wybranych tkankach (np. liściach).

### Kwestie bezpieczeństwa
Badania nad transgenicznymi uprawami pokazują, że są one bezpieczne dla środowiska. Toksyny Bt były używane do zwalczania szkodników we Francji od 1938, a w USA od 1958 i nie stwierdzono ich szkodliwego wpływu na środowisko. Należą one do toksyn bardzo selektywnych i stanowią potencjalne zamienniki dla pestycydów o szerszym działaniu. Nie są szkodliwe dla kręgowców, ponieważ ich działanie wymaga przyłączenia się do odpowiednich białek receptorowych na powierzchni komórek jelitowych owadów. Organizmy, których komórki nie posiadają odpowiednich białek, są niewrażliwe na działanie tych toksyn.
Istnieją badania laboratoryjne wskazujące, że toksyny Bt mogą oddziaływać na inne organizmy, szczególnie te blisko spokrewnione ze zwalczanym szkodnikami. Zwykle jest to skutkiem spożycia przez te organizmy pyłku lub szczątków rośliny zmodyfikowanej genetycznie, bądź owada, który na takiej roślinie żerował. Metodologia tych badań była jednak kwestionowana.
W badaniach przeprowadzonych w 2007 z inicjatywy Greenpeace wykazano, że rośliny posiadające geny Bt mogą powodować niewielkie, ale zauważalne ryzyko uszkodzenia wątroby u szczurów, które je spożywają. Wyniki tych badań zostały uznane za nieistotne przez Europejski Urząd ds. Bezpieczeństwa Żywności. W 2009 ten sam zespół badaczy przedstawił kolejne badania potwierdzające ryzyko toksyczności dla ssaków, ponownie odrzucone przez EFSA. Wyniki uzyskane przez ten zespół sugerują, że toksyny produkowane przez genetycznie zmodyfikowane rośliny są często zmodyfikowane i skrócone w stosunku do oryginałów, co może modyfikować ich działanie w nieprzewidywalny sposób.

### Powstawanie odporności

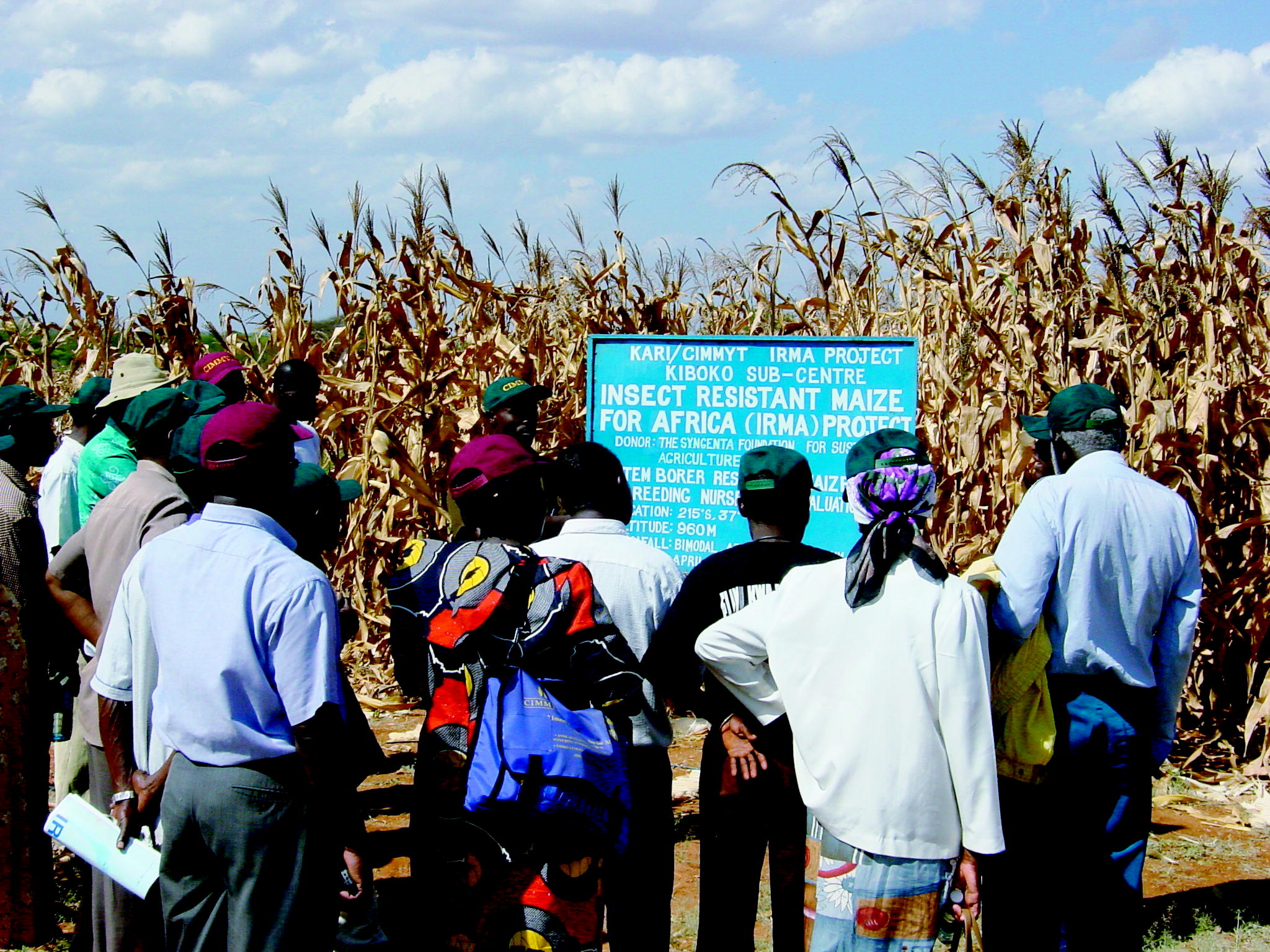
Projekt uzyskania lokalnej odmiany transgenicznej kukurydzy, Kenia

Ciągła ekspozycja na toksyny wytwarza silną presję selekcyjną na owady, prowadzącą do pojawienia się odmian odpornych na nie. Przykładowo stwierdzono, że motyl Helicoverpa zea uodpornił się na toksyny Bt w postaci zarówno rozpylanej na rośliny, jak i obecnej w roślinach transgenicznych. W listopadzie 2009 badacze z firmy Monsanto potwierdzili pojawienie się w stanie Gudźarat w Indiach larw ciem z gatunku Pectinophora gossypiella odpornych na toksyny Bt. W czterech regionach tego stanu uprawy roślin Bt przestały być odporne na szkodniki. Dotyczyło to upraw pierwszej generacji roślin transgenicznych, Cry1Ac, posiadającej jeden gen z bakterii Bt. W 2011 wykryto w USA stopniowe wykształcanie odporności na toksyny Bt u stonki kukurydzianej, będącej jednym z głównych szkodników upraw kukurydzy w tym kraju.
Jedną z metod ograniczenia rozwoju odporności szkodników jest pozostawianie obszarów pozbawionych toksyn, które umożliwią owadom przetrwanie i odtworzenie swojej populacji. W ten sposób geny odpowiedzialne za odporność mają mniejsze szanse rozpowszechnić się w populacji. Technika ta jest najskuteczniejsza, jeśli geny związane z odpornością są recesywne i osobniki heterozygotyczne (S/s) nie są odporne. Jeśli odporność pojawia się tylko w niewielkim procencie populacji, a populacja osobników nieodpornych jest wystarczająco duża, większość potomków osobników odpornych (S/S) posiada tylko jedną kopię genu odporności i ginie przed osiągnięciem dojrzałości. Aby wykorzystać ten mechanizm, w USA i innych krajach wprowadzono obowiązkowe wydzielanie obszarów uprawy roślin pozbawionych toksyn przy obszarach obsianych roślinami transgenicznymi.
Łączenie obszarów zasiedlanych przez rośliny silnie toksyczne z zasiedlanymi przez nietoksyczne ma jednak swoje ograniczenia. Przykładowo ekspresja genów Bt może być zmienna. Czynniki środowiskowe, takie jak temperatura, mogą wpływać na rozwój rośliny, w szczególności ograniczając ekspresję różnych genów. Udokumentowano zmniejszenie się ekspresji w przypadku roślin rosnących w trudniejszych warunkach, prawdopodobnie spowodowaną metylacją DNA promotora. Takie zmniejszenie ekspresji może ułatwiać wykształcenie odporności u owadów, ponieważ częściowo odporne owady mogą przeżyć i przekazać swoje geny potomstwu. Choć obecność nietoksycznych obszarów okazała się skuteczna w przedłużaniu trwałości upraw Bt, ten sukces jest związany z wieloma czynnikami niezależnymi od tej strategii: małym rozpowszechnieniem genów odporności, kosztem wytworzenia odporności i powszechnością innych roślin, które również stanowiły bezpieczne obszary nietoksyczne.

### Pojawianie się nowych szkodników
Kilka badań potwierdziło gwałtowny wzrost liczebności szkodników innego typu (niewrażliwych na toksyny Bt) w ciągu kilku lat po zastosowaniu upraw Bt. W Chinach rozpowszechnienie się pluskwiaków z rodziny tasznikowatych, żywiących się sokami roślin, na niektórych obszarach „całkowicie zniwelowało zyski ze stosowania bawełny Bt”.
Podobne problemy w Indiach sprawiają mszyce i wełnowcowate.

## Kontrowersje

### Toksyczność dla motyli
Jednym z pierwszych podnoszonych w USA problemów związanych z roślinami Bt była kwestia ich toksyczności dla motyli monarchów. Badania potwierdzające tę toksyczność zostały zakwestionowane, ponieważ pyłek, którymi karmią się te motyle, zawiera o wiele mniej toksyn niż inne tkanki rośliny. Kontrowersje te doprowadziły do kolejnych badań.
Wiarygodność pierwotnych badań została zakwestionowana ze względu na sposób zbierania pyłku. Badacze karmili motyle pyłkiem wymieszanym z fragmentami pręcików, w których stężenie toksyny było wielokrotnie wyższe. Przy innej procedurze zbierania pyłku nie stwierdzono zagrożenia dla monarchów. Zakwestionowano również zagrożenie wynikające z modyfikowania kukurydzy, ponieważ motyle te żerują głównie na roślinach z rodziny trojeściowatych.

### Genetyczne zanieczyszczenie środowiska
W 2001 roku w Nature ukazał się artykuł pokazujący, że geny kodujące toksyny Bt przedostały się do dziko rosnących roślin spokrewnionych z kukurydzą w Meksyku. W kolejnym roku redaktorzy Nature przyznali, że „dostępne dowody nie są wystarczające, aby uzasadnić publikację tego artykułu”. Wypowiedź ta wywołała jednak wiele kontrowersji.
W kolejnych latach przeprowadzono szereg badań nad tym zagadnieniem. W 2005 roku ukazały się wyniki badań, które nie wykazały śladów przedostania się genów do środowiska. W 2008 i 2009 roku ukazały się wyniki innych badań, które wykazały takie przedostawanie się.
Metaanaliza wyników różnych badań wykazała przewagę dowodów przemawiających za przedostwaniem się tych genów do środowiska w Meksyku.